# La Grande-Verrière
La Grande-Verrière is een gemeente in het Franse departement Saône-et-Loire (regio Bourgogne-Franche-Comté) en telt 570 inwoners (1999). De plaats maakt deel uit van het arrondissement Autun.

## Geografie
De oppervlakte van La Grande-Verrière bedraagt 44,8 km², de bevolkingsdichtheid is 12,7 inwoners per km².
De onderstaande kaart toont de ligging van La Grande-Verrière met de belangrijkste infrastructuur en aangrenzende gemeenten.

## Demografie
Onderstaande figuur toont het verloop van het inwonertal (bron: INSEE-tellingen).